# Christine Dejoux
Pour les articles homonymes, voir Dejoux.
 (juin 2021).
Si vous disposez d'ouvrages ou d'articles de référence ou si vous connaissez des sites web de qualité traitant du thème abordé ici, merci de compléter l'article en donnant les références utiles à sa vérifiabilité et en les liant à la section « Notes et références ».
Christine Dejoux est une actrice française née le 11 décembre 1953 dans le 9e arrondissement de Paris.

## Biographie
Elle est la fille du dessinateur, metteur en scène et chercheur français Jean Dejoux.
Elle débute au café-théâtre avec Coluche et Romain Bouteille. En 1971, elle joue le rôle-titre de Ginette Lacaze dans une pièce de théâtre de Coluche, avec qui elle parodie le jeu  télévisé Le Schmilblic dans un sketch à la télévision en 1975. Elle crée le théâtre de La veuve Pichard (l'actuel Point Virgule) avec Martin Lamotte et Jacques Delaporte (cofondateur du Grand orchestre du Splendid avec Xavier Thibault). 
Elle est principalement connue pour avoir incarné, en 1981, Francine dans le film La Soupe aux choux de Jean Girault, aux côtés de Louis de Funès.

## Théâtre (sélection)

### Café-théâtre
- Le Graphique de Boscop, Café de la Gare
- Ginette Lacaze de Coluche
- Le Schmilblick, de et avec Coluche (diffusé dans La petite lucarne en 1975, avec Guy Lux dans son propre rôle, à la place de Martin Lamotte)
- Introduction à l'esthétique de Coluche
- Le Crépuscule des lâches, La Veuve Pichard
- La Revanche de Louis XI, La Veuve Pichard
- Bunny's bar, de Josiane Balasko, Le Splendid
- 1978 : Nina c'est autre chose de Michel Vinaver, mise en scène Jacques Lassalle, théâtre de l'Est parisien
- 1981 : Au Bonheur des Dames d'après Émile Zola, mise en scène Jacques Échantillon, théâtre de la Ville, Les Tréteaux du Midi
- 1994 : Un couple infernal de Carole Brenner, mise en scène Isabelle Nanty, Le Splendid.

## Filmographie

### Cinéma
- 1973 : L'An 01 de Jacques Doillon
- 1974 : Juliette et Juliette de Rémo Forlani : Nicole
- 1975 : Au long de rivière Fango de Sotha : Maurine
- 1976 : Attention les yeux ! de Gérard Pirès : Rosalie
- 1977 : Le Diable dans la boîte de Pierre Lary : Minou
- 1977 : L'Apprenti salaud de Michel Deville : Caroline Nattier
- 1977 : Un moment d'égarement de Claude Berri : Martine
- 1978 : Si vous n'aimez pas ça, n'en dégoûtez pas les autres de Raymond Lewin : une spectatrice
- 1981 : Victor, court-métrage de Dominique Maillet
- 1981 : Viens chez moi, j'habite chez une copine de Patrice Leconte : Cécile
- 1981 : Les matous sont romantiques de Sotha : Jeanne Deux
- 1981 : La Soupe aux choux de Jean Girault : La Francine[2]
- 1983 : Les Sacrifiés de Okacha Touita : Nadia
- 1986 : Le Rescapé d'Okacha Touita : la jeune flic
- 1991 : Le Roi ébahi de Imanol Uribe : Colette
- 1991 : Faux Frère, court-métrage de Vincent Martorana
- 1992 : Max et Jérémie de Claire Devers : Lisa
- 1993 : Le Bateau de mariage de Jean-Pierre Améris : la mère de Charles
- 1993 : Tout le monde n'a pas eu la chance d'avoir des parents communistes de Jean-Jacques Zilbermann : Jeannette

### Télévision

#### Téléfilms
- 1978 : Un ours pas comme les autres de Nina Companéez : Manon
- 1980 : Une page d'amour d'Élie Chouraqui : Rosalie
- 1984 : Manipulations de Marco Pico : Brigitte
- 1987 : Les Fortifs de Marco Pico : Jacqueline
- 1987 : Les Michaud de Georges Folgoas : Aurélie
- 1990 : Moi, général de Gaulle de Denys Granier-Deferre : la concierge
- 1990 : Stirn et Stern de Peter Kassovitz : Ericka
- 1996 : Antoine de Jérôme Foulon : l'assistante sociale
- 1997 : Parisien tête de chien de Christiane Spiero : Colette Racine
- 1997 : Et si on faisait un bébé? de Christiane Spiero : Reine Tessier
- 1997 : La Petite Maman de Patrice Martineau :  l'assistante sociale
- 2000 : La Loire, Agnès et les garçons de Patrice Martineau : Marthe
- 2004 : Les Passeurs de Didier Grousset : Louisette

#### Séries télévisées
- 1976 : Bonjour Paris de Joseph Drimal : Françoise (dans 5 épisodes)
- 1982 : Paris-Saint-Lazare de Marco Pico : Annick Le Morvan
- 1985 : Messieurs les jurés, épisode L'Affaire Féchain, d'Alain Franck : Véronique Grandchamp
- 1989 : Les Cinq Dernières Minutes, épisode Ah ! mon beau château, de Roger Pigaut : Justine
- 1989 : Haute tension, épisode Eaux troubles d'Alain Bonnot : Nora
- 1989 : Juliette en toutes lettres, épisode Besoin d'amour : Isabelle
- 1991 : Marc et Sophie, épisode L'arnaque d'Annick : Annick
- 1993 : Antoine Rives, juge du terrorisme, épisode Action rouge, de Gilles Béhat : Marion
- 1998 : Commissaire Moulin, épisode 36 quai des ombres, de Denis Amar : Catherine Calmette / Catherine Valentin
- 1998 : Julie Lescaut, épisode Les Fugitives de Alain Wermus : Christine Borsa
- 1998-1999 : Madame le Proviseur de Philippe Triboit et Jean-Marc Seban : Liliane Marty (4 épisodes)
- 1999 : Justice de Gérard Marx : Chantal (2 épisodes)
- 2005 : Les Hommes de coeur (épisode pilote) : la femme aux habits
- 2006 : Sauveur Giordano, épisode Doubles vies de Bertrand van Effenterre : Mme Davin
- 2013 : Section de recherches, épisode Compte à rebours de Éric Le Roux : Astrid Dumond